# Їржі Горак
Їржі Го́рак (чам. Jiří Horák, 4 грудня 1884, Бенешов — 14 вересня 1975, Мартін) — чеський фольклорист, етнограф і літературознавець, дійсний член Чехословацької АН (з 1956). В 1945—1948 роках був послом Чехословаччини в СРСР. Вивчав українсько-чеські та українсько-словацькі фольклорні й літературні зв'язки.

## Біографія
Їржі Горак народився 4 грудня 1884 року в місті Бенешов біля Праги. У 1902—1908 роках навчався на філософському факультеті Карлівського університету, де його викладачами були, зокрема, Ян Гебауер, Ян Мачала та його майбутній колега Їржі Полівка. Після закінчення університету працював спочатку в загальноосвітній школі, потім у вищій гімназії в Празі. Між 1922—1926 роками працював доцентом на філологічному факультеті університету Масарика в Брно, звідки перейшов на вакантну посаду в Карловому університеті, де здобув звання професора (1927—1953).
Він також був керуючим директором (1919), а з 1939 року головою Національного інституту народної пісні, між 1928 і 1932 роками він був головою Чехословацького етнографічного товариства. На першому міжнародному конгресі слов'янських філологів (1929) він брав участь як його генеральний секретар.
Наукова діяльність Ї. Горака була перервана з закриттям університетів під час німецької окупації (в період з 1944 по 1945 рік він був поміщений у в'язницю в Празі), після закінчення Другої світової війни у 1945—1948 роках був послом Чехословаччини в СРСР.
Після повернення з Москви він знову присвятив себе науковій і викладацькій діяльності в Карлівському університеті. В 1952 році він став головою відділку народної пісні Чехословацької академії наук. Після злиття цього відділення з етнографічним відділком у 1954 році, Ї. Горак обіймав посаду керівника фольклорного відділу новоствореного Інституту етнографії та фольклору, а з 1956 по 1963 роки був головою інституту. У 1971 році вийшов на пенсію.

## Творчість
Автор праць «Малоросійські пісні в збірці Челаковського» (1914), «Три чеські письменники в Галичині» (1915), «Народні українські елементи у творчості І. Гануша та К.-Я. Ербена» (1921), «Драми Фріча з історії України» (1930), «3 історії слов'янських літератур» (1948).
Досліджував творчість Т. Шевченка, у 1920–1930-х роках виступав зі статтями, лекціями і доповідями про українського поета, брав участь в організації багатьох шевченківських вечорів. Горак студіював фольклористичні праці І. Франка і В. Гнатюка, надрукував некролог І. Франка.